# Königheim
Königheim est une commune de Bade-Wurtemberg (Allemagne), située dans l'arrondissement de Main-Tauber, dans la région de Heilbronn-Franconie, dans le district de Stuttgart.